# Anagyrus malenotus
Anagyrus malenotus är en stekelart som först beskrevs av De Santis 1972.  Anagyrus malenotus ingår i släktet Anagyrus och familjen sköldlussteklar. Inga underarter finns listade i Catalogue of Life.